# 이영준 (희극인)
이영준(1986년 3월 15일)은 대한민국의 희극 배우이다.

## 음반
- 2010년 10월 22일 멋쟁이 (싱글)
- 2021년 7월 19일 가요 팡팡 메들리

## 방송
- SBS 《개그투나잇》
- KBS2 《개그 스타》
- SBS Plus 《좋은 친구들》 (2019년)